# 도네츠크 국립 오페라 발레 극장

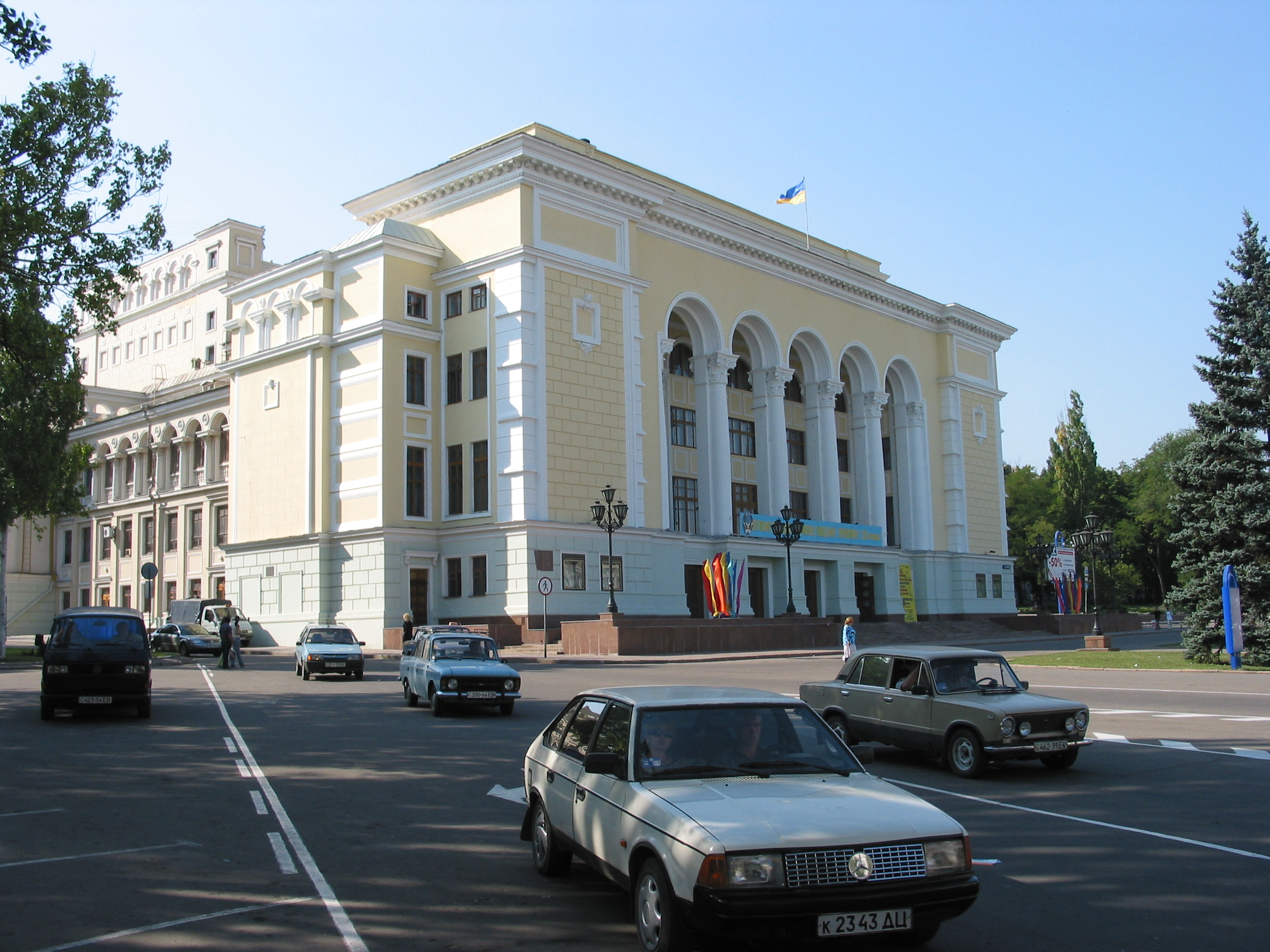
도네츠크 국립 오페라 발레 극장

도네츠크 국립 오페라 발레 극장은 우크라이나 도네츠크에 위치한 오페라 극장이다. 정식 명칭은 아나톨리 솔로비야넨코 도네츠크 국립 오페라 발레 극장(우크라이나어: Донецький академічний державний театр опери та балету імені Анатолія Солов'яненка)이다. 우크라이나 국립 오페라 극장, 르비우 오페라 발레 극장, 오데사 오페라 발레 극장과 함께 우크라이나의 4대 오페라 극장으로 여겨진다.
1932년에 루한스크에서 설립된 임시 극장이 전신이며 1932년 3월 15일을 기해 극장의 소유권이 도네츠크 극장 그룹으로 이관되었다. 1932년 9월 1일에 열린 알렉산드르 보로딘의 오페라 《이고리 공》의 공연과 함께 첫 시즌이 시작되었고 1941년 4월 12일에는 미하일 글린카의 오페라 《이반 수사닌》의 초연과 함께 새 극장에서 시즌을 시작했다. 1941년 8월 7일에는 알렉산드르 크레인의 발레 작품 《라우렌시아》의 초연을 통해 첫 발레 공연이 열렸다.
제2차 세계 대전의 동부 전선의 여파로 인해 회사의 일부가 키르기스스탄으로 피난을 갔다. 1942년 6월에는 극장이 프르제발스크(현재의 카라콜)로 이전하면서 많은 배우들이 병원, 군부대에서 공연을 가졌다. 1944년 1월에 소련 군대가 도네츠크를 탈환하면서 극장 또한 도네츠크로 돌아오게 되었고 1944년 9월에는 소련 군대의 돈바스 탈환을 기념하기 위해 알렉산드르 보로딘의 오페라 《이고리 공》의 초연이 열렸다.
1977년 10월 2일에는 소련의 미술 발전에 상당한 기여를 남긴 공로를 인정받아 소련 정부로부터 학술 지위를 부여받았다. 1992년에는 우크라이나 인민예술가 칭호를 받은 우크라이나의 무용가인 바딤 피사레우에 의해 무용 학교가 설립되었고 1994년에는 바딤 피사레우에 의해 극장이 주최하는 국제 발레 축제인 "세계의 발레 스타들"이 신설되었다. 1999년 12월 9일에는 우크라이나의 테너인 아나톨리 솔로비야넨코를 기념하기 위한 우크라이나 내각의 결정에 따라 극장의 이름을 새로 명명했다.

## 같이 보기
- 도네츠크